# روكي كومفورت (ميزوري)
روكي كومفورت (بالإنجليزية: Rocky Comfort)‏ هي إحدى المجتمعات الفردية (غير مصنفة) في ولاية ميزوري في الولايات المتحدة الأمريكية.

## أعلام
- ترافيس فيلبس